# ZAZ Forza
ЗАЗ Форца (англ. ZAZ Forza) — компактный автомобиль B-класса , производившийся на украинском предприятии АвтоЗАЗ с 2011 по 2017 год. ZAZ Forza – это украинский вариант китайского Chery A-13.

## Описание модели

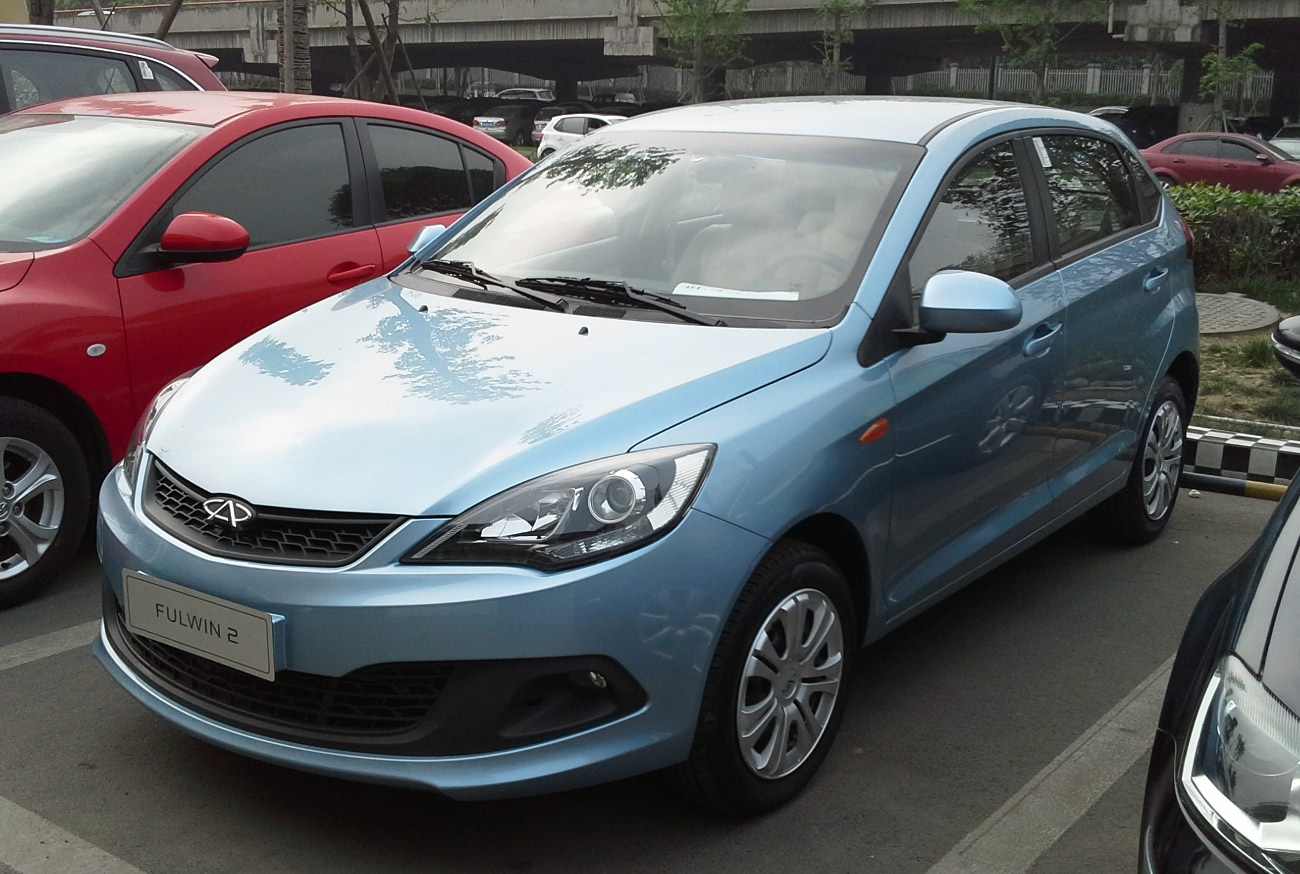
Chery Fulwin 2, аналог ZAZ Forza FL (рестайлинг с 2017)

В январе 2011 года Запорожский автомобилестроительный завод приступил к производству опытно-промышленной партии автомобиля ZAZ Forza на площадях главного корпуса. Производительность конвейера – 8 автомобилей в час. При подготовке производства модели ZAZ Forza была произведена модернизация сборочной линии.
Серийное производство ZAZ Forza стартовало 15 февраля 2011.
17 февраля 2011 года на Запорожском автозаводе (ЗАЗ) была представлена ZAZ Forza. Первые единицы модели в кузове лифтбека уже поступили в продажу в дилерскую сеть «АвтоЗАЗ-сервис». В кузове хэтчбек модель была показана в рамках 19-го международного автосалона SIA 2011 года в апреле 2011 года, на рынке она появилась во втором полугодии 2011 года  .
Автомобиль ZAZ Forza выпускается в комплектациях Basic plus , Comfort , Luxury как для внутреннего рынка Украины, так и на экспорт. ЗАЗ планировал производить 35,000 Forza в год (из которых 50% - продавать на внутреннем рынке, а 50% - поставлять в Россию), что составляет более 70% от производства завода в 2009 - 2010 годах  .
Дизайн ZAZ Forza (Chery A-13) разрабатывался итальянской дизайнерской студией Torino design. Автомобиль создавался в соответствии с четырьмя принципами, названными «4S»: каждое из этих слов воплощено в модели ЗАЗ Форза: • S afety — Безопасный • S porty — Спортивный • S cience — Уникальный ( или научный или технический или искусный или естественный ) • S pace — Пространство.
28-29 мая 2016 года Запорожский автомобилестроительный завод представил на «Столичном автошоу», рестайлинговую версию ЗАЗ Forza FL . Модель представлена в двух вариантах кузова – седан и хэтчбек и должна была поставляться на рынок с 2017 года.

## Строение автомобиля

### Кузов
Кузов ZAZ Forza закрытый, цельнометаллический, несущего типа, в двух вариантах: 5 дверный лифтбек и 5 дверный хэтчбек. Передний и задний бамперы пластмассовые окрашены в цвет кузова. Длина автомобиля составляет: 4269 мм (лифтбек) и 4139 мм (хэтчбек), ширина – 1686 мм, высота – 1492 мм, колесная база  – 2527 мм. Снаряженная масса - 1200 кг , полная масса - 1575 кг. Объем багажника 370 л , при сложенных задних сиденьях – 1400 л, объем топливного бака 50 л  .

### Двигатель
Под капотом ZAZ Forza – новый 1,5 литровый двигатель Chery серии Acteco, разработанный совместно с австрийской компанией AVL. Бензиновый двигатель рабочим объемом 1497 см 3 16-клапанный с одновальным газораспределительным механизмом SOHC мощностью 109 л.с. (80 кВт ), крутящим моментом 140 Нм. Автомобиль по нормам токсичности отвечает требованиям Евро-4 .
Максимальная скорость автомобиля составляет 160 км/ч, расход топлива в городском цикле – 9,7 л/100 км в загородном цикле – 5,8 л/100 км, в смешанном – 7,2 л/100 км.
| Индекс        | Модель двигателя | Объем    | Клапаны/ГРМ | Мощность при об/мин | Крутящий момент при об/мин | Разгон от 0-100 км/ч | Максимальная скорость | Расход топлива (EU) | Годы выпуска |
| ------------- | ---------------- | -------- | ----------- | ------------------- | -------------------------- | -------------------- | --------------------- | ------------------- | ------------ |
| Бензиновый Р4 |                  |          |             |                     |                            |                      |                       |                     |              |
| 1,5и          | Acteco SQR477F   | 1497 см³ | 16/SOHC     | 109 л.с/6000        | 140 Нм/3000                | 12,5 с               | 160 км/ч              | 7,2/9,7/5,8 л       |              |

### Шасси

#### Трансмиссия
Трансмиссия автомобиля выполнена по переднеприводной схеме с приводами передних колес разной длины. Коробка передач 5-ступенчатая механическая серии QR515MH. Осенью 2011 г. ожидались поставки в дилерские салоны Украины автомобилей ЗАЗ Forza с автоматической коробкой передач  , но на 01.08.12 г. в продажу поступают авто только с механической коробкой. На официальный запрос к АвтоЗАЗу об АКПП для ЗАЗ Forza ответили, что АКПП появится не раньше 2013 года.

#### Ходовая часть
Передняя независимая подвеска типа McPherson, на поперечных рычагах, с гидравлическими телескопическими амортизаторами и стабилизатором поперечной устойчивости, задняя подвеска полузависимая балка с амортизаторами. Шины 185/60R15.

#### Рулевой механизм
Рулевой механизм с гидравлическим усилителем.

#### Тормозная система
Тормозная система с раздельным контуром. Имеющаяся система ABS + EBD . Передние тормоза дисковые, задние – барабанные.

### Безопасность
По результатам краш-тестов проведенных по методике C-NCAP (China-NCAP) 13 апреля 2010 года автомобиль Chery Fulwin 2 (аналог ЗАЗ Forza) получил четыре звезды за безопасность. В ходе краш-тестов Chery Fulwin 2 получил суммарную оценку 43,1 балла из возможных 50.

## Комплектации
Автомобиль ZAZ Forza представлен в трех комплектациях: Basic plus , Comfort , Luxury . 
| Комплектации ZAZ Forza                                                                | Комплектации ZAZ Forza | Комплектации ZAZ Forza | Комплектации ZAZ Forza |
|                                                                                       | Базовый плюс           | Комфорт                | Роскошь                |
| Безопасность                                                                          | Безопасность           | Безопасность           | Безопасность           |
| ------------------------------------------------------------------------------------- | ---------------------- | ---------------------- | ---------------------- |
| Стальной кузов                                                                        | •                      | •                      | •                      |
| Высокопрочные силовые балки боковых дверей                                            | •                      | •                      | •                      |
| Передние трехточечные ремни безопасности с ограничителями и регулировкой по высоте.   | •                      | •                      | •                      |
| Иммобилайзер                                                                          | •                      | •                      | •                      |
| Сигнализация                                                                          | •                      | •                      | •                      |
| Подушка безопасности водителя                                                         | •                      | •                      | •                      |
| Подушка безопасности переднего пассажира                                              |                        | •                      | •                      |
| Система крепления детских сидений ISO-FIX                                             | •                      | •                      | •                      |
| Тормозная система с раздельным контуром                                               | •                      | •                      | •                      |
| АБС + ЕБД                                                                             |                        | •                      | •                      |
| Задний парктроник                                                                     |                        | •                      | •                      |
| Функциональность                                                                      |                        |                        |                        |
| Кондиционер                                                                           |                        | •                      | •                      |
| Подогрев передних сидений                                                             |                        | •                      | •                      |
| Регулируемая по высоте рулевая колонка                                                | •                      | •                      | •                      |
| Гидроусилитель руля                                                                   | •                      | •                      | •                      |
| Передние и задние электростеклоподъемники                                             | •                      | •                      | •                      |
| Центральный замок с дистанционным управлением                                         | •                      | •                      | •                      |
| Дистанционное управление открытия багажника                                           | •                      | •                      | •                      |
| Подсветка переднего ряда салона                                                       | •                      | •                      | •                      |
| Интерьер                                                                              |                        |                        |                        |
| Подсветка приборной панели красным цветом (Techno Red)                                | •                      | •                      | •                      |
| Датчик межсервисного интервала                                                        | •                      | •                      | •                      |
| Датчик мгновенного расхода топлива                                                    | •                      | •                      | •                      |
| Тканевая обивка салона                                                                | •                      | •                      | •                      |
| Механическая регулировка сиденья водителя и пассажира в 4-х направлениях              | •                      | •                      | •                      |
| Экстерьер                                                                             |                        |                        |                        |
| Стальные диски                                                                        | •                      | •                      |                        |
| Легкосплавные диски 6Jx15                                                             |                        |                        | •                      |
| Колпаки на стальные диски                                                             |                        | •                      |                        |
| Колеса 185/60R15                                                                      | •                      | •                      | •                      |
| Передние противотуманные фары                                                         | •                      | •                      | •                      |
| Задние противотуманные фары                                                           | •                      | •                      | •                      |
| Наружные зеркала заднего вида с электроприводом, подогревом и окрашены в цвет кузова. | •                      | •                      | •                      |
| Дополнительный стоп сигнал на заднем стекле                                           | •                      | •                      | •                      |
| Аудиосистема                                                                          |                        |                        |                        |
| Магнитола с USB mp3-плеером                                                           |                        | •                      | •                      |
| 2 динамика                                                                            | •                      |                        |                        |
| 4 динамика                                                                            |                        | •                      |                        |
| 6 динамиков                                                                           |                        |                        | •                      |
| Запасное колесо                                                                       |                        |                        |                        |
| Полноразмерное запасное колесо                                                        | •                      | •                      |                        |

## Цена
Первоначально в Украине была доступна ZAZ Forza в комплектации Comfort по цене 83 900 грн.  Через месяц, в марте 2011 года, в продаже появилась базовая комплектация по цене 79 900 грн. и топовая комплектация Luxury по цене 87 900 грн.  В апреле 2011 года ZAZ Forza начали поставлять на экспорт в Россию, только под маркой Chery A13 (Chery Bonus – лифтбек; Chery Very – хетчбэк).

## Гарантия
Гарантия на автомобиль составляла 3 года или 100000 км.

## Производство и продажа
| Год                    | Производство (Украина) | Продажа (Украина) |
| ---------------------- | ---------------------- | ----------------- |
| 2011 год               | 4318 (+ 5882 А13 )     | 2592              |
| 2012 год               | 1322 (+ 3000 А13 )     | 3296              |
| 2013 (январь-сентябрь) | ?                      | 1153              |